# Stefan Effenberg
Stefan Effenberg (Hamburgo, 2 de agosto de 1968) es un exfutbolista alemán que jugaba en la posición del centro del campo, considerado como uno de los más grandes jugadores alemanes de todos los tiempos. Era un jugador que destacaba por su calidad individual, en el golpeo de balón, su trabajo hacia el equipo y sobre todo su gran carisma, que le valieron el sobrenombre de «el Jefe», «Cheffe» o «el Tigre». Actualmente es un entrenador sin equipo después de ser cesado por el SC Paderborn, que juega en la 2. Bundesliga alemana.

## Biografía
Stefan Effenberg nació el 2 de agosto de 1968 en Hamburgo. Comenzó jugando en los juveniles del SC Victoria Hamburgo, para en 1987 ser fichado por uno de los grandes de Alemania, el Borussia Mönchengladbach, donde hizo tres excelentes campañas en que jugó 73 partidos y marcó 10 goles. 
Esto le valió para fichar en 1990 por el coloso de Baviera, el Bayern de Múnich, donde estaría dos temporadas en que jugó 65 partidos y marcó 19 goles, que le valieron dos elecciones en el Equipo de la Temporada de la Bundesliga en 1990-91 y 1991-92. No obstante, el Bayern logró únicamente un título, la Supercopa de 1990 (contra un 1. FC Kaiserslautern que le arrebataría el título de liga), con pésimos resultados como las derrotas frente a equipos amateur en primera ronda de Copa 1990-91 (contra el FV 09 Weinheim) y en segunda ronda de Copa 1991-92 (contra el FC Homburgo) o el décimo puesto en la 1. Bundesliga 1991-92. 
Entonces Effenberg disputaría también la Eurocopa 1992 con la selección alemana. Tras superar la fase de grupos como segunda (una victoria, un empate y una derrota), Alemania avanzaría hasta la final, en que Dinamarca se impuso 2-0. Por su papel clave, Effenberg fue elegido en el Equipo del Torneo junto a Andreas Brehme, Jürgen Kohler y Thomas Häßler. 
Pese a hacer unas buenas campañas en el club bávaro, Effenberg fue traspasado —motivado también por la llegada al Bayern de Lothar Matthäus— al ambicioso proyecto de la Fiorentina por 7,5 millones de euros. Su paso por Italia no fue el esperado: la Fiorentina descendió a la Serie B en su primera temporada con el equipo (1992-93) y, si bien campeonaría para regresar a la Serie A al año siguiente, apenas conseguiría un décimo puesto en 1993-94, por lo que Effenberg volvió al Borussia Mönchengladbach. 
De nuevo en Alemania, Effenberg brindó su mejor nivel. Con regulares resultados en la Bundesliga (quintos en 1994-95 y cuartos en 1995-96), el Mönchengladbach cosechó su primer título desde 1979: la Copa de Alemania de 1994-95, por un contundente 3-0 (gol de Effenberg incluido) contra el VfL Wolfsburgo. El desempeño individual de Effenberg fue premiado además con tres elecciones consecutivas para el Equipo de la Temporada de la Bundesliga entre 1994-95 y 1996-97. No obstante, el rendimiento liguero cada vez peor del Mönchengladbach (undécimos en 1996-97 y decimoquintos en 1997-98, salvados del descenso por diferencia de goles) abrieron la puerta de su salida. 
Gracias a ello, para la temporada 1998-99 regresaría al Bayern de Múnich por 8,5 millones de euros. Entonces se convirtió junto a Jens Jeremies en el dueño de un mediocampo bávaro casi inconquistable. Effenberg pasaría otros cuatro años en el Bayern, durante los cuales el club llegó a dos finales de la Liga de Campeones de la UEFA, en 1998-99 y 2000-01, ganando esta última, además de conquistar tres bundesligas consecutivas (1998-99, 1999-2000 y 2000-01), dos copas de Alemania (1997-98 y 1999-2000) y otras tres copas de liga seguidas (1998, 1999 y 2000). Esa triunfante temporada 2000-01 le valió asimismo el premio de UEFA Club Footballer of the Year. 
Sin embargo, Effenberg haría una mala temporada 2001-02 en el Bayern, que fracasó en su defensa de los títulos de Bundesliga (con un tercer puesto), Copa de Alemania (tras perder en semifinales contra el FC Schalke 04) y Liga de Campeones (eliminados en cuartos de final por el Real Madrid). En 2002 fue traspasado al VfL Wolfsburgo, pero, debido a las lesiones y a sus 34 años, prácticamente pasó inadvertido todo el año. Con un paso fugaz, al acabar la temporada 2002-03 recibió una oferta de la Liga de Catar, donde pasó sus últimos días como futbolista.

### Retirada y actualidad
Tras su retirada participó como comentarista para la principal cadera de televisión alemana, Premiere, donde comentó el Mundial de 2006 y más tarde los partidos de la UEFA Champions League.
En octubre de 2015 se convirtió en el nuevo entrenador del SC Paderborn 07, del que sería despedido en 2016.

## Selección nacional
Effenberg debutó con la selección alemana el 5 de junio de 1991, en un partido clasificatorio para la Eurocopa de Suecia 1992, contra el combinado de Gales. Marcó su primer gol, en esa misma Euro, en la victoria frente a Escocia por 2-0.
Desde entonces disputó 35 encuentros y anotó cinco goles. A pesar de ello, su carrera con la Mannschaft estuvo marcada desde el Mundial de 1994. En el último partido de fase de grupos contra Corea del Sur, con Alemania ya clasificada, Effenberg realizó un corte de mangas a la afición alemana que lo abucheaba mientras era sustituido en el minuto 75, con un 3-2 favorable y definitivo en el marcador. A partir de ese día creció el descontento con Effenberg en la selección y apenas tuvo más protagonismo. Ese incidente valió en Alemania para que el dedo corazón fuera llamado «Effe».
Cuatro años más tarde, ya en 1998, fue citado para disputar un par de amistosos con los que puso fin a su carrera en la selección.

### Goles internacionales
| #  | Fecha                   | Lugar                                 | Rival      | Gol | Resultado | Competición   |
| -- | ----------------------- | ------------------------------------- | ---------- | --- | --------- | ------------- |
| 1. | 15 de junio de 1992     | Idrottsparken, Norrköping, Suecia     | Escocia    | 2-0 | 2-0       | Eurocopa 1992 |
| 2. | 9 de septiembre de 1992 | Parken Stadium, Copenhague, Dinamarca | Dinamarca  | 2-1 | 2-1       | Amistoso      |
| 3. | 14 de abril de 1993     | Ruhrstadion, Bochum, Alemania         | Ghana      | 2-1 | 6-1       | Amistoso      |
| 4. | 14 de abril de 1993     | Ruhrstadion, Bochum, Alemania         | Ghana      | 4-1 | 6-1       | Amistoso      |
| 5. | 19 de junio de 1993     | Silverdome, Detroit, USA              | Inglaterra | 1-0 | 2-1       | Copa USA      |

## Clubes

### Como jugador
| Club                     | País     | Año       | Partidos (goles) |
| ------------------------ | -------- | --------- | ---------------- |
| Borussia Mönchengladbach | Alemania | 1987-1990 | 73 (10)          |
| Bayern Múnich            | Alemania | 1990-1992 | 65 (19)          |
| ACF Fiorentina           | Italia   | 1992-1994 | 56 (12)          |
| Borussia Mönchengladbach | Alemania | 1994-1998 | 118 (23)         |
| Bayern Múnich            | Alemania | 1998-2002 | 95 (16)          |
| Wolfsburgo               | Alemania | 2002-2003 | 19 (3)           |
| Al-Arabi SC              | Catar    | 2003-2004 | 15 (4)           |
| Total                    | Total    | Total     | 431 (87)         |

### Como entrenador
| Club            | País     | Año       |
| --------------- | -------- | --------- |
| SC Paderborn 07 | Alemania | 2015-2016 |

## Palmarés

### Títulos nacionales
| Título                      | Equipo         | País     | Año       |
| --------------------------- | -------------- | -------- | --------- |
| Serie B                     | ACF Fiorentina | Italia   | 1993-94   |
| Supercopa de Alemania       | Bayern Múnich  | Alemania | 1990      |
| Copa de Alemania            | Borussia M.    | Alemania | 1994-95   |
| 1. Bundesliga               | Bayern Múnich  | Alemania | 1998-99   |
| Copa de la Liga de Alemania | Bayern Múnich  | Alemania | 1998      |
| 1. Bundesliga               | Bayern Múnich  | Alemania | 1999-2000 |
| Copa de Alemania            | Bayern Múnich  | Alemania | 1999-2000 |
| Copa de la Liga de Alemania | Bayern Múnich  | Alemania | 1999      |
| 1. Bundesliga               | Bayern Múnich  | Alemania | 2000-01   |
| Copa de la Liga de Alemania | Bayern Múnich  | Alemania | 2000      |

### Títulos internacionales
| Título                | Equipo        | Sede   | Año     |
| --------------------- | ------------- | ------ | ------- |
| Liga de Campeones     | Bayern Múnich | Italia | 2000-01 |
| Copa Intercontinental | Bayern Múnich | Tokio  | 2001    |

### Distinciones individuales
| Distinción                             | Año                                     |
| -------------------------------------- | --------------------------------------- |
| XI Ideal de la Bundesliga              | 1991, 1992, 1995, 1996, 1997 1998, 2000 |
| Equipo del Torneo de la Eurocopa       | 1992                                    |
| FIFA XI                                | 1997                                    |
| Equipo del año ESM                     | 1999                                    |
| Premio UEFA al Mejor Jugador en Europa | 2001                                    |
| XI Histórico del Bayern Múnich         | 2005                                    |